# Giải của Hội phê bình phim online cho nhà làm phim đột phá
Giải của Hội phê bình phim online cho nhà làm phim đột phá là một giải của Hội phê bình phim online, dành cho các nhà làm phim đầu tay được bầu chọn là đột ngột xuất sắc.
Dưới đây là danh sách các người và phim đoạt giải, cùng các người và phim được đề cử theo từng năm:
1999
Spike Jonze - Being John Malkovich
2000
- Không có thông tin

2001
Christopher Nolan – Memento
Todd Field – In the Bedroom
Richard Kelly – Donnie Darko
Alejandro Gonzalez Inarritu – Amores Perros
John Cameron Mitchell – Hedwig and the Angry Inch
2002
Mark Romanek – One Hour Photo
Rob Marshall – Chicago
Bill Paxton – Frailty
Burr Steers – Igby Goes Down
Dylan Kidd – Roger Dodger
2003
Shari Springer Berman & Robert Pulcini – American Splendor
Niki Caro – Whale Rider
Fernando Meirelles – City of God
Billy Ray – Shattered Glass
Peter Sollett – Raising Victor Vargas
2004
Zach Braff – Garden State
Kerry Conran – Sky Captain and the World of Tomorrow
Jared Hess – Napoleon Dynamite
Joshua Marston – Maria voll der Gnade
Edgar Wright – Shaun of the Dead
2005
Paul Haggis – L.A. Crash
Judd Apatow – Jungfrau (40), männlich, sucht…
Craig Brewer – Hustle & Flow
Bennett Miller – Capote
Joe Wright – Stolz und Vorurteil
2006
Jonathan Dayton und Valerie Faris – Little Miss Sunshine
Ryan Fleck – Half Nelson
Rian Johnson – Brick
Neil Marshall – The Descent
Jason Reitman – Thank You For Smoking
2007
Sarah Polley – Away From Her
Ben Affleck – Gone Baby Gone
Juan Antonio Bayona – El Orfanato
John Carney – Once
Tony Gilroy – Michael Clayton
2008
Tomas Alfredson - Let the Right One In